# Ginetta Strozzi

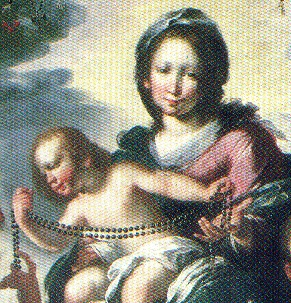
Particolare del dipinto di Bernardo Strozzi Madonna del Rosario tra i santi Domenico e Carlo, in cui la sorella fece da modella.

Ginetta Strozzi (fl. XVII secolo) è stata una modella italiana, sorella del pittore genovese Bernardo Strozzi.

## Biografia
Genovese, alla morte del padre visse con la madre e il fratello Bernardo, che le manteneva con la sua attività di pittore, benché egli appartenesse all'Ordine dei Frati Minori Cappuccini, cosa che fu a lui concessa nel 1610 a causa della situazione di indigenza dei suoi familiari.
Data la posizione del fratello, che gli impediva di frequentare altre donne, ella ne divenne la modella dagli anni dieci del XVII secolo al 1630, venendo utilizzata come soggetto anche per la rappresentazione delle figure maschili.
Ebbe tre mariti: G.A. Fontana, il framurese Onofrio Zino e Giuseppe Catto, anch'egli pittore.
Quando nel 1630 il fratello, che non volle tornare in convento dopo che Ginetta fu maritata e la madre morta, fu incarcerato, ella lo aiutò a fuggire da Genova quando a lui venne concesso il permesso di farle visita.